# Fotografiska New York

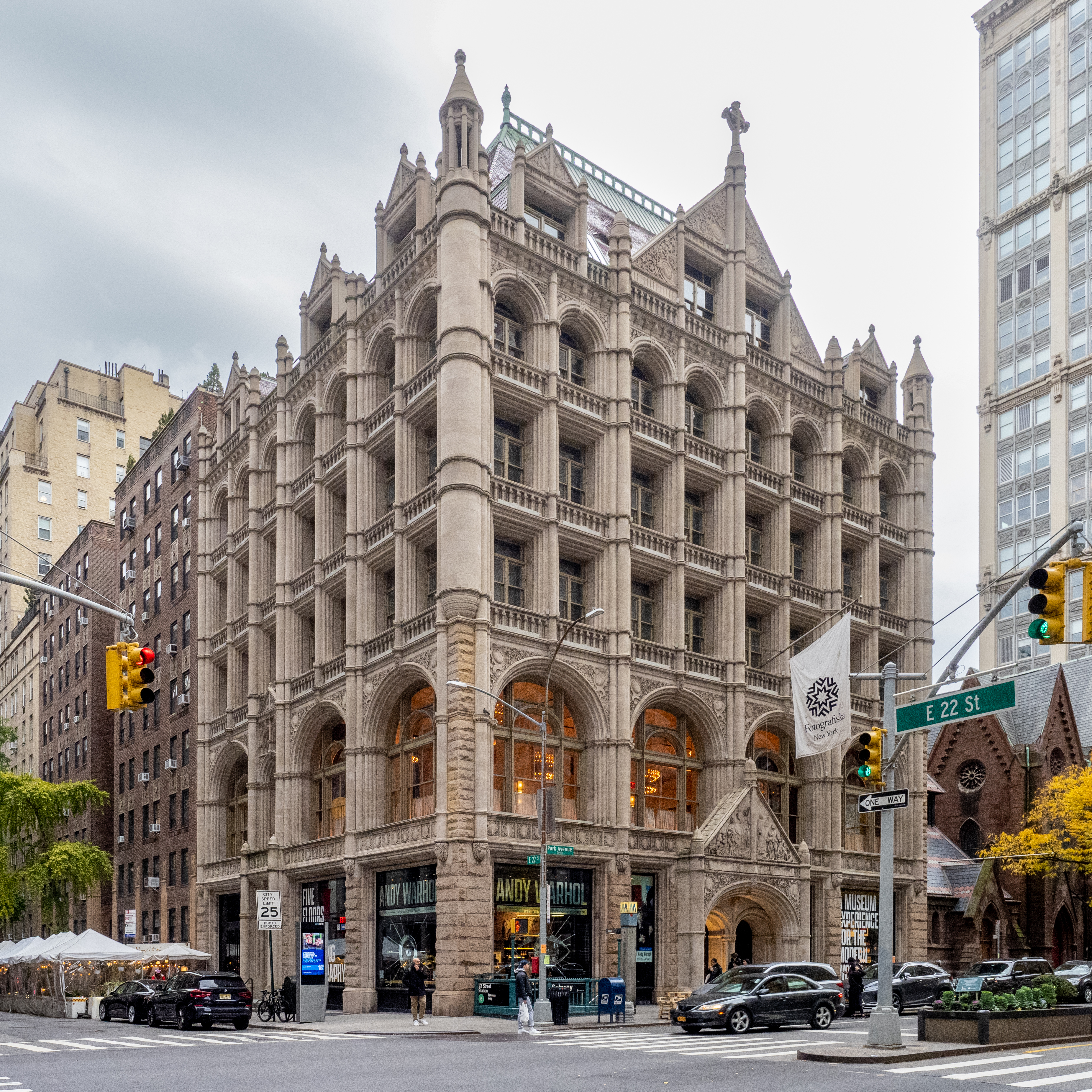
Ubicado en la Casa de Misiones de la Iglesia (2021)

Fotografiska New York es una sucursal del museo de fotografía sueco Fotografiska en Gramercy Park, Manhattan, Nueva York. La sede del museo es la Casa de Misiones de la Iglesia, una casa de seis pisos y 45 000 pies cuadrados (418 063,5 dm²)   Hito del Renacimiento.    Se inauguró en diciembre de 2019. 
Además de las galerías, el museo albergaba Veronika, un restaurante dirigido por Stephen Starr.  Abierto durante unos meses antes de su pausa debido a la pandemia de coronavirus, Veronika en el Museo Fotografiska, según Time Out, era un "restaurante dorado de alto perfil" que "nunca volvió a funcionar". Cerró el 1 de septiembre de 2021. A partir de septiembre de 2023, el restaurante estará abierto. 